# Ібрайкіно
Ібра́йкіно (рос. Ибрайкино, башк. Ибрай) — присілок у складі Біжбуляцького району Башкортостану, Росія. Входить до складу Біжбуляцької сільської ради.
Населення — 20 осіб (2010; 33 в 2002).
Національний склад:
- татари — 61 %